# Pandanus monophalanx
Pandanus monophalanx är en enhjärtbladig växtart som beskrevs av Folke Fagerlind. Pandanus monophalanx ingår i släktet Pandanus och familjen Pandanaceae.
Artens utbredningsområde är Sulawesi. Inga underarter finns listade.